# Нафтова промисловість Азербайджану

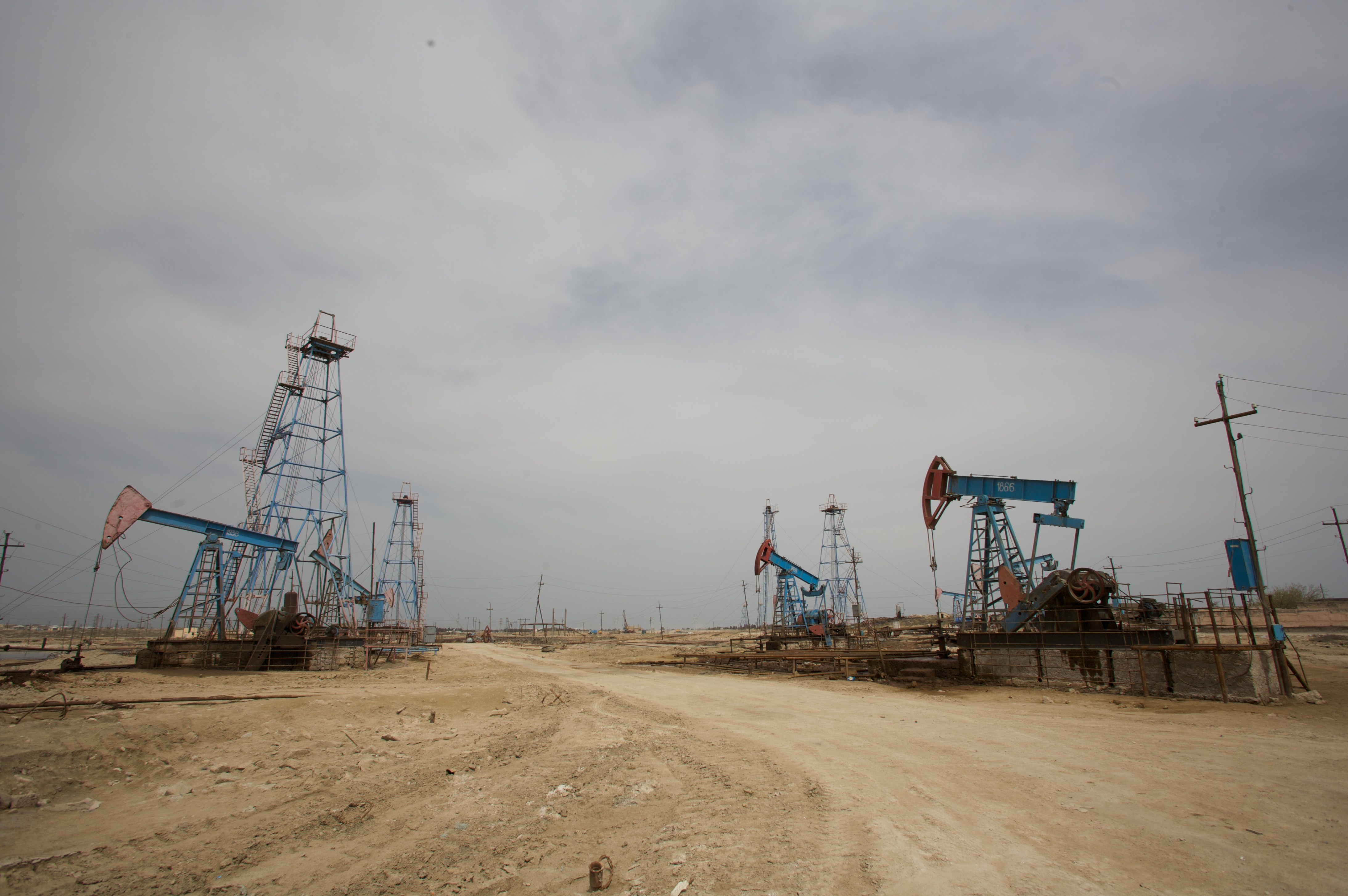
Нафтові поля в Азербайджані.

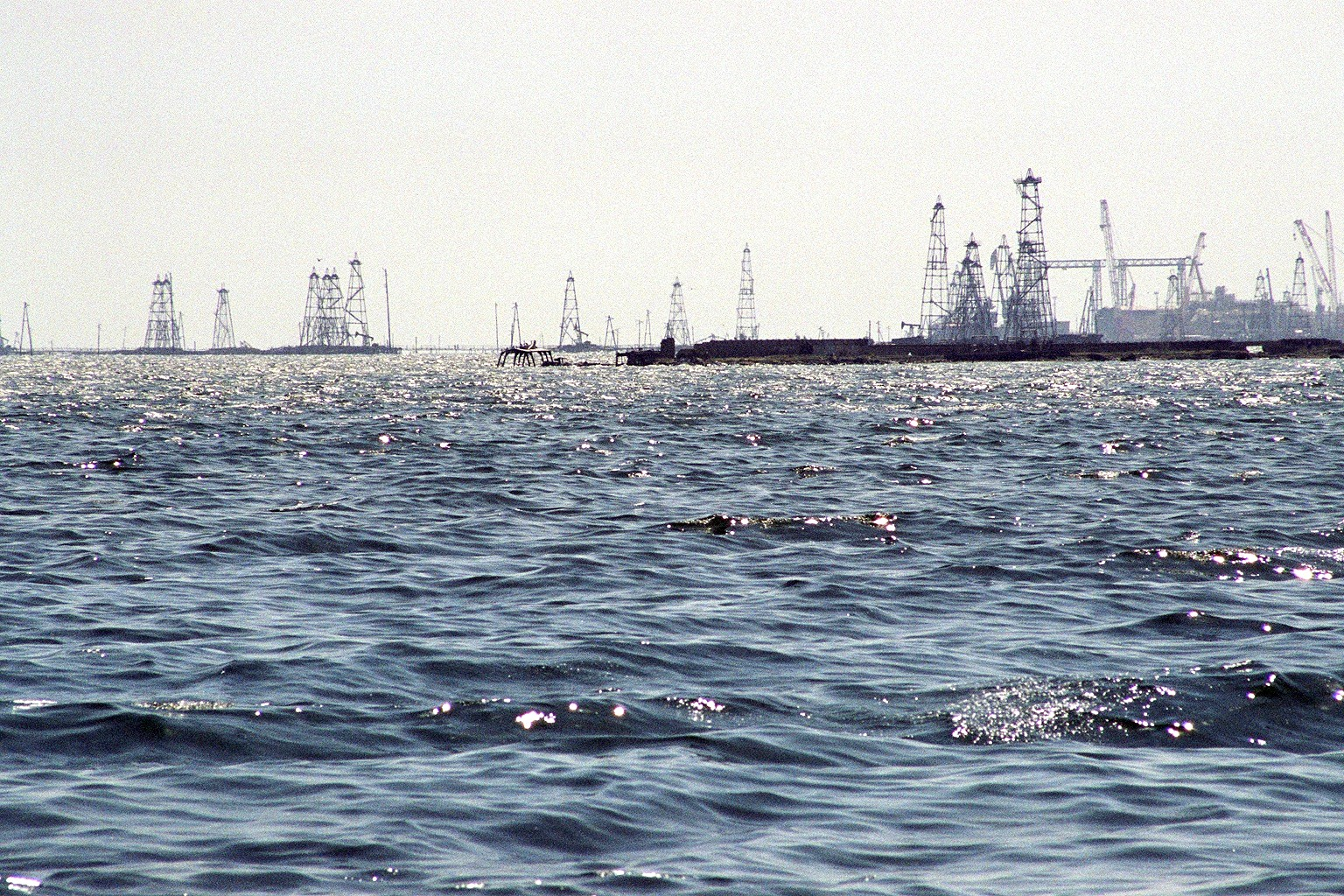
Нафтові поля в Азербайджані.

Азербайджан знаходиться в східній частині Південного Кавказу, на березі Каспійського моря. Протяжність берегової лінії складає 713 км. Близько 70 % території Азербайджанської Республіки вважаються перспективними на нафту і газ. Тому не дивно, що основа економіки республіки — нафтова і газова галузі, які знаходяться під контролем Державної нафтової компанії Азербайджанської Республіки (ДНКАР).

## Історія
В Азербайджані розташовані одні із найстаріших нафтовидобувних районів — Апшеронський і Прибалханський. Більшість родовищ Азербайджану були відкриті ще в дореволюційні та радянські часи. У 1901 році на невеликому Апшеронському півострові — останньому відрізку Великого Кавказу до його занурення в Каспійське море — було видобуто 11 млн тонн нафти, що склало 95 % всієї нафти, видобутої в Росії, і половину світового видобутку. Такий об'єм видобутку забезпечувався 1900 свердловинами, пробуреними на п'яти родовищах загальною площею 15 км2. Основна частка видобутої нафти припадала на родовище Бібі-Ейбат — одне з перших гігантських родовищ нафти на земній кулі.

Видобуток нафти в Каспійському морі

Поверхневі ознаки нафтогазоносності тут часто пов'язані з грязьовими вулканами, багато з яких являють собою доволі високі пагорби. Наприклад, вулканічні конуси Турагай, Кинжі-Даг і Калмес на узбережжі Каспійського моря підносяться на 400 метрів над його рівнем. Серйозні пошуково-розвідувальні роботи на Апшеронському півострові почали проводити лише з 1870 року. У 1871 році тут був змонтований і запущений в роботу перший буровий верстат для ударно-штангового (не канатного) буріння. Через два роки був отриманий перший фонтан нафти. У Бакинському районі був створений один з перших у світі морських промислів. Для залучення до розробки нафтових пластів, прихованих під водами Каспію, нафтовики засипали частину Бібі-Ейбатської бухти і побудували штучний острівець на дерев'яних палях.
Нові родовища були виявлені й після закінчення війни. Одним з морських родовищ є родовище Нафтові Камені. Тут вже давно були відомі природні виходи нафти на поверхню моря. Нафта просочувалася тріщинами з виступаючої над поверхнею моря кам'яної гряди. Зараз основна частина всього видобутку нафти і газу в Азербайджані здійснюється з дна Каспійського моря. Освоюються глибини моря до 110—120 м і більше. З морськими родовищами пов'язуються великі надії. У 1980 р. на площі Булла-море було виявлено газовий поклад на глибині 6 км. Це свідчить про перспективність великих глибин.
Саме шельф Каспійського моря і перш за все Апшеронський поріг є на сьогодні основним нафтогазоносним районом Азербайджану. Залишкові запаси родовищ, що розробляються, на Апшеронському порозі в азербайджанському секторі Каспію (імені Наріманова, Булла-Деніз тощо.) оцінюються в 61,6 млн т нафти і близько 100 млрд м³ газу.

## Державна нафтова компанія
29 грудня 1999 року загальнонаціональний лідер Гейдар Алієв підписав Указ «Про створення Державного Нафтового Фонду Азербайджанської Республіки». Основний сенс філософії створення Нафтового Фонду полягає в забезпеченні справедливого розподілу між поколіннями нафтових багатств, дарованих азербайджанському народові Всевишнім. Якщо однією з цілей, поставлених перед Фондом, є зосередження і примноження одержуваних від продажу нафти доходів для майбутніх поколінь, то інший — використання цих доходів на благо нинішніх поколінь з урахуванням задоволення поточних соціальних потреб країни, прогресу та потреб розвитку економіки.
Представництва SOCAR в різних країнах мають свою спеціалізацію. Так одним із головних завдань австрійського та німецького офісів компанії є просування азербайджанських енергоресурсів до Європи. Зокрема у взаємодії з австрійським нафтогазовим концерном OMV в частині що стосується реалізації проєкту Набукко-Вест.
Державна нафтова компанія Азербайджанської Республіки (SOCAR) — державна азербайджанська нафтогазова компанія. Штаб-квартира — в Баку. Має кілька АЗС під брендом SOCAR в Грузії, Україні, Румунії та Швейцарії.

## Таблиця видобутку нафти SOCAR та Азербайджаном за період 2004—2013 років (тис. т.)

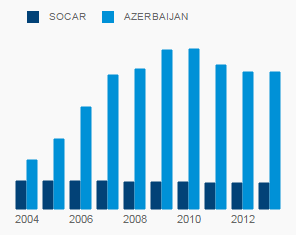
Діаграма видобутку нафти за роками

## Таблиця видобутку нафти SOCAR та Азербайджаном за період 2004—2013 років (тис. т.)[3]
| Рік  | SOCAR  | Азербайджан |
| ---- | ------ | ----------- |
| 2013 | 8314,9 | 43 483,9    |
| 2012 | 8289,8 | 43 389,8    |
| 2011 | 8400,9 | 45 625,4    |
| 2010 | 8459,7 | 50 795,5    |
| 2009 | 8543,3 | 50 419,3    |
| 2008 | 8651,3 | 44 527,2    |
| 2007 | 8800,9 | 42 604,3    |
| 2006 | 8993,8 | 32 273      |
| 2005 | 8967,4 | 22 220      |
| 2004 | 8976,4 | 15 548,8    |

## Інтернет-ресурси
- Caspian Pipeline Controversy from the Dean Peter Krogh Foreign Affairs Digital Archives
- Free Political Journal
- Contract of the Century – 15 years
- Interactive map of the oil and gas infrastructure in Azerbaijan